# Сили Лејк (Монтана)
Сили Лејк (енгл. Seeley Lake) насељено је место без административног статуса у америчкој савезној држави Монтана.

## Демографија
По попису из 2010. године број становника је 1.659, што је 223 (15,5%) становника више него 2000. године.
| Група             | 2000.         | 2010.         |
| Белци             | 1.380 (96,1%) | 1.573 (94,8%) |
| Афроамериканци    | 1 (0,1%)      | 1 (0,1%)      |
| Азијати           | 3 (0,2%)      | 4 (0,2%)      |
| Хиспаноамериканци | 21 (1,5%)     | 32 (1,9%)     |
| Укупно            | 1.436         | 1.659         |